# Paul Maipan
Paul Maipan (* 14. Februar 1944 in Manikamangalam, Kerala) ist ein indischer Geistlicher und emeritierter römisch-katholischer Bischof von Khammam.

## Leben
Paul Maipan empfing am 9. Januar 1971 das Sakrament der Priesterweihe.
Am 21. April 1997 ernannte ihn Papst Johannes Paul II. zum Bischof von Khammam. Der Bischof von Visakhapatnam, Mariadas Kagithapu MSFS, spendete ihm am 22. August desselben Jahres die Bischofsweihe; Mitkonsekratoren waren der Erzbischof von Hyderabad, Saminini Arulappa, und der Bischof von Eluru, John Mulagada.
Papst Franziskus nahm am 27. August 2022 das von Paul Maipan aus Altersgründen vorgebrachte Rücktrittsgesuch an.